# 蒋韶年
蒋韶年，清朝政治人物。字鳴夔，号临皋，辽宁辽阳人。

## 生平
先世浙江奉化人，明季迁辽阳，遂为辽东人。明末入清军中汉军镶蓝旗。曾任江苏布政司理问，后迁任山东平度州知州。子蔣攸銛即出生在蒋韶年在江蘇布政司的理問官廨。孙蔣霖遠，蔣霨遠。

## 孝名
蒋韶年有孝名。其父蔣國祥在乾隆丁巳年任長蘆運使，因事于谪贬出塞。路途遥远少人照顾，蒋韶年日夜思念父亲安危，屡次上书请求让自己代替父亲职位。乾隆壬戌五月，蒋韶年出塞探望父亲，又慟哭乞求戍边的将帅为父亲伸冤。将帅可怜蒋韶年，上书为蔣國祥求情，果然获得回旨。蔣國祥回家后，不久就去世了，蒋韶年也旋即外出任职。事迹见于《郎潛紀聞》和《秋曹日錄》记载。

## 著作
- 《吏隐集诗钞》四卷